# DBDMH
Il DBDMH, noto anche come dibromodimetilidantoina o 1,3-dibromo-5,5-dimetilidantoina è un composto organico derivato dall'eterociclo dimetilidantoina. Questo organobromuro in condizioni normali è un solido bianco o giallo chiaro di odore pungente. Viene usato industrialmente come biocida e in sintesi organica in reazioni di bromurazione.

## Sintesi
Il DBDMH viene prodotto facendo reagire bromo con la 5,5-dimetilidantoina in una soluzione di idrossido di sodio a 0 ºC.

## Tossicità / Indicazioni di sicurezza
Il DBDMH è disponibile in commercio. Il composto è tossico se ingerito, nonché irritante per gli occhi, le vie respiratorie e la pelle. È pericoloso per l'ambiente acquatico. Non ci sono dati che indichino proprietà cancerogene o mutagene.